# Сторм (залив, Тасмания)
Залив Сторм (англ. Storm Bay — «штормовой залив») — крупный залив на юго-востоке Тасмании (Австралия), соединённый с Тасмановым морем.

## География
На северо-западе залив Сторм соединяется с эстуарием реки Деруэнт (англ. Derwent River), через который корабли заходят в порт Хобарта — столицы штата Тасмания. Рядом с проходом в эстуарий реки Деруэнт находится известный маяк Айрон-Пот, построенный в 1832 году — первый из маяков в Тасмании и второй по возрасту в Австралии.
На северо-востоке залив Сторм соединяется с заливом Фредерика-Генриха (англ. Frederick Henry Bay, названным в честь Фредерика-Генриха Оранского), который переходит в залив Норфолк (англ. Norfolk Bay).
С западной стороны залив Сторм ограничен северной частью острова Бруни (англ. Bruny Island), а с восточной стороны — полуостровом Тасман (англ. Tasman Peninsula).
Длина залива составляет около 26 км, а его ширина — около 40 км.

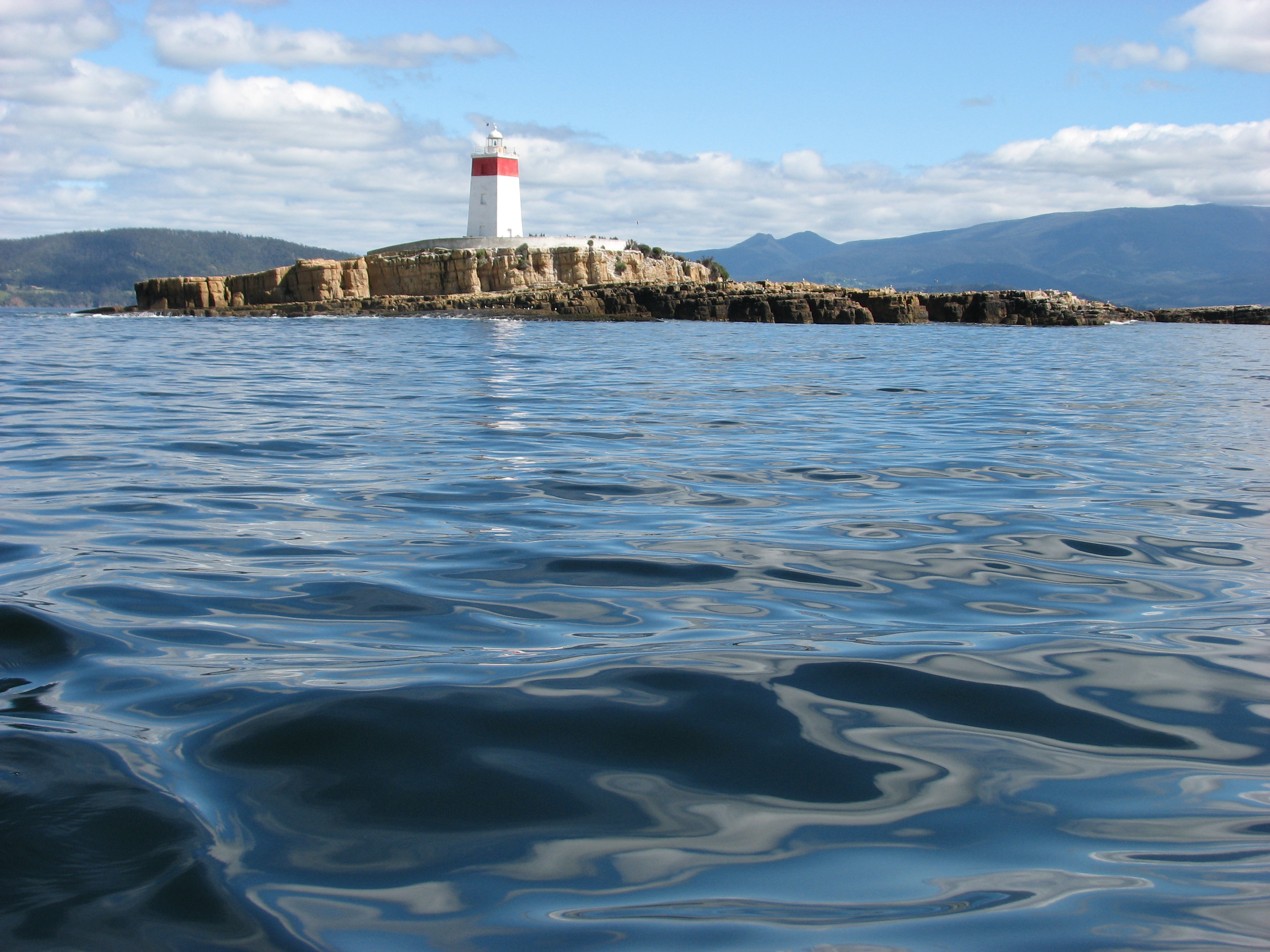
Маяк Айрон Пот (Iron Pot) у входа в эстуарий реки Деруэнт

## История
Первым европейским мореплавателем, достигшим залива Сторм, был Абель Тасман. В 1642 году его экспедиция не смогла высадиться на землю из-за сильного шторма, и поэтому Тасман назвал этот залив «штормовым» (Storm Bay).
С тех пор многие известные мореплаватели пересекали этот залив, чтобы высадиться на острове Бруни или в эстуарии реки Деруэнт (в районе нынешнего Хобарта) — Тобиас Фюрно, Джеймс Кук, Мэтью Флиндерс, Джордж Басс, Жозеф Антуан де Брюни д’Антркасто и другие.
В феврале 1836 года через залив Сторм в порт Хобарта зашло судно HMS Beagle, одним из пассажиров которого был Чарльз Дарвин. Он описал это в своей книге The Voyage of the Beagle.